# Merospora

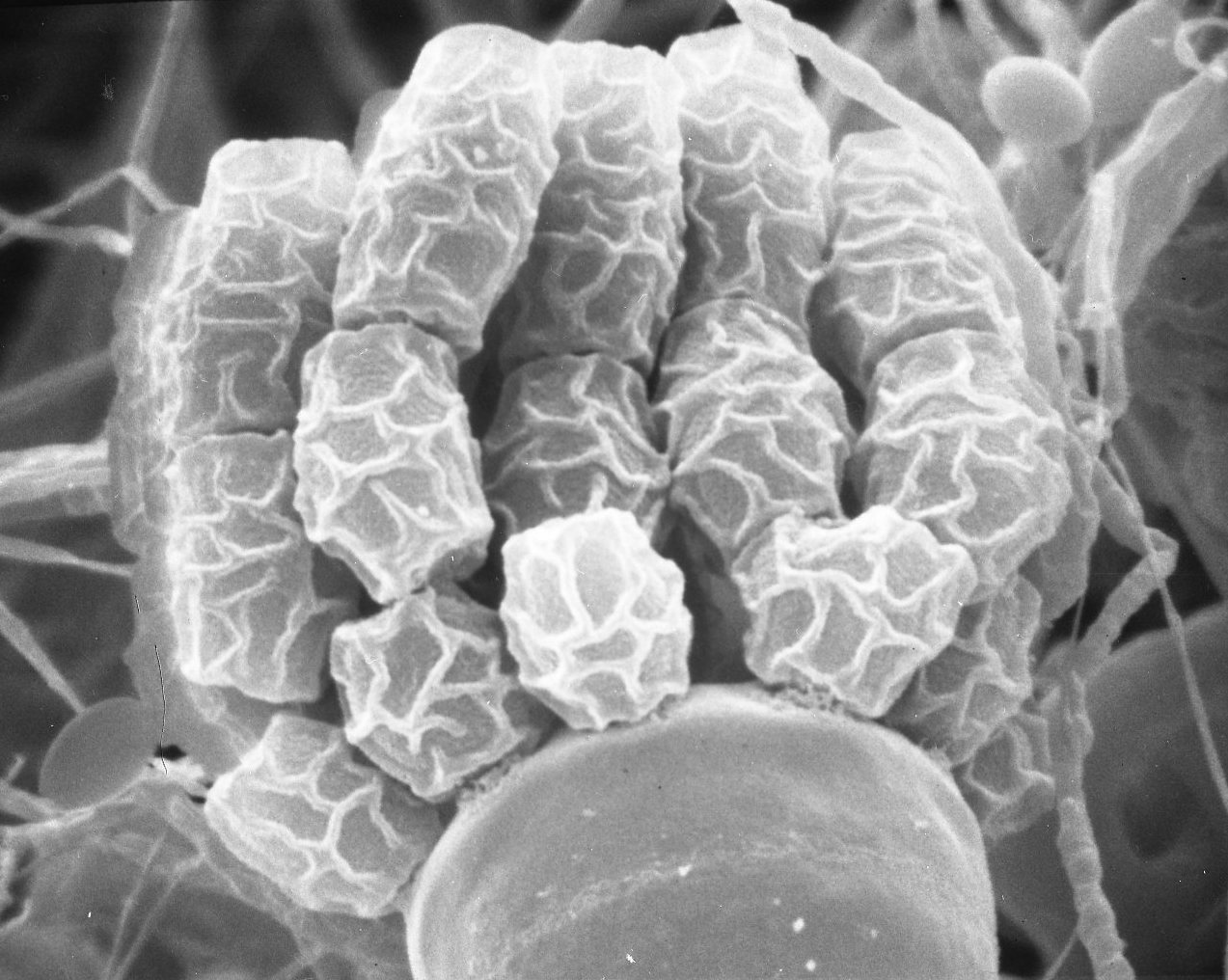
Merosporangia rozpadające się na merospory u Syncephalis nodosa

Merospora – zarodnik powstający w wyniku fragmentacji merosporangium u niektórych grzybów. Jest to zarodnik bezpłciowy z grupy konidiów. U gatunków z rodzaju Syncephalis na szczycie sporangioforu tworzy się główkowaty pęcherzyk, a na nim wyrastają liczne, wydłużone merosporangia, które następnie rozpadają się na merospory.